# قسم أوتش هاتشا الريفي (مقاطعة أهر)
قسم أوتش هاتشا الریفي (بالفارسية: دهستان اوچ‌هاچا) هي منطقة سكنية تقع في إيران في قسم. يقدر عدد سكانها بـ 5,286 نسمة .